# Brachymenium spirale
Brachymenium spirale là một loài rêu trong họ Bryaceae. Loài này được Besch. mô tả khoa học đầu tiên năm 1891.